# Здравоохранение в Калгари

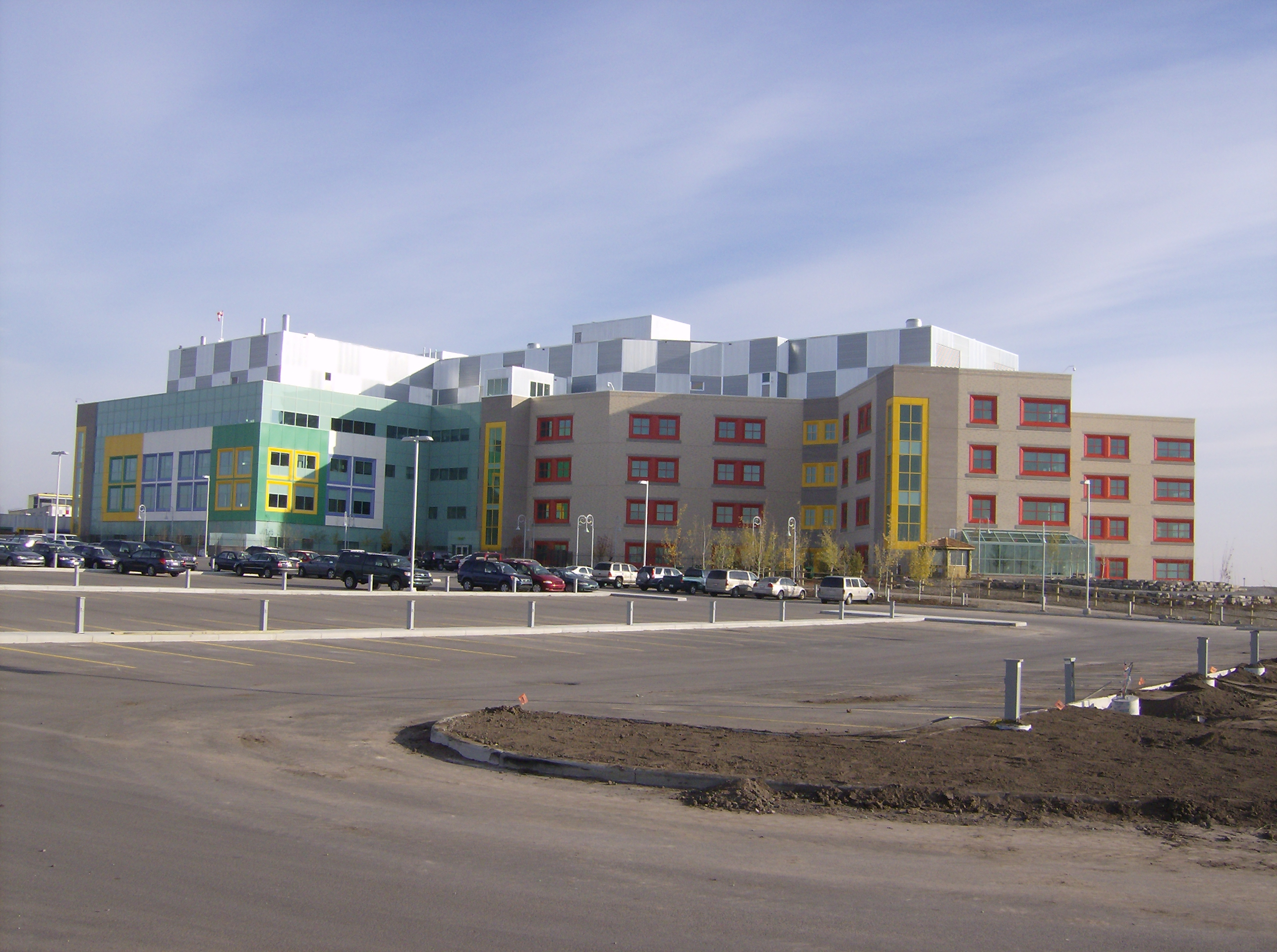
Новая Альбертская детская больница была открыта в 2006 на северо-западе Калгари, куда она переехала из юго-западной части города.

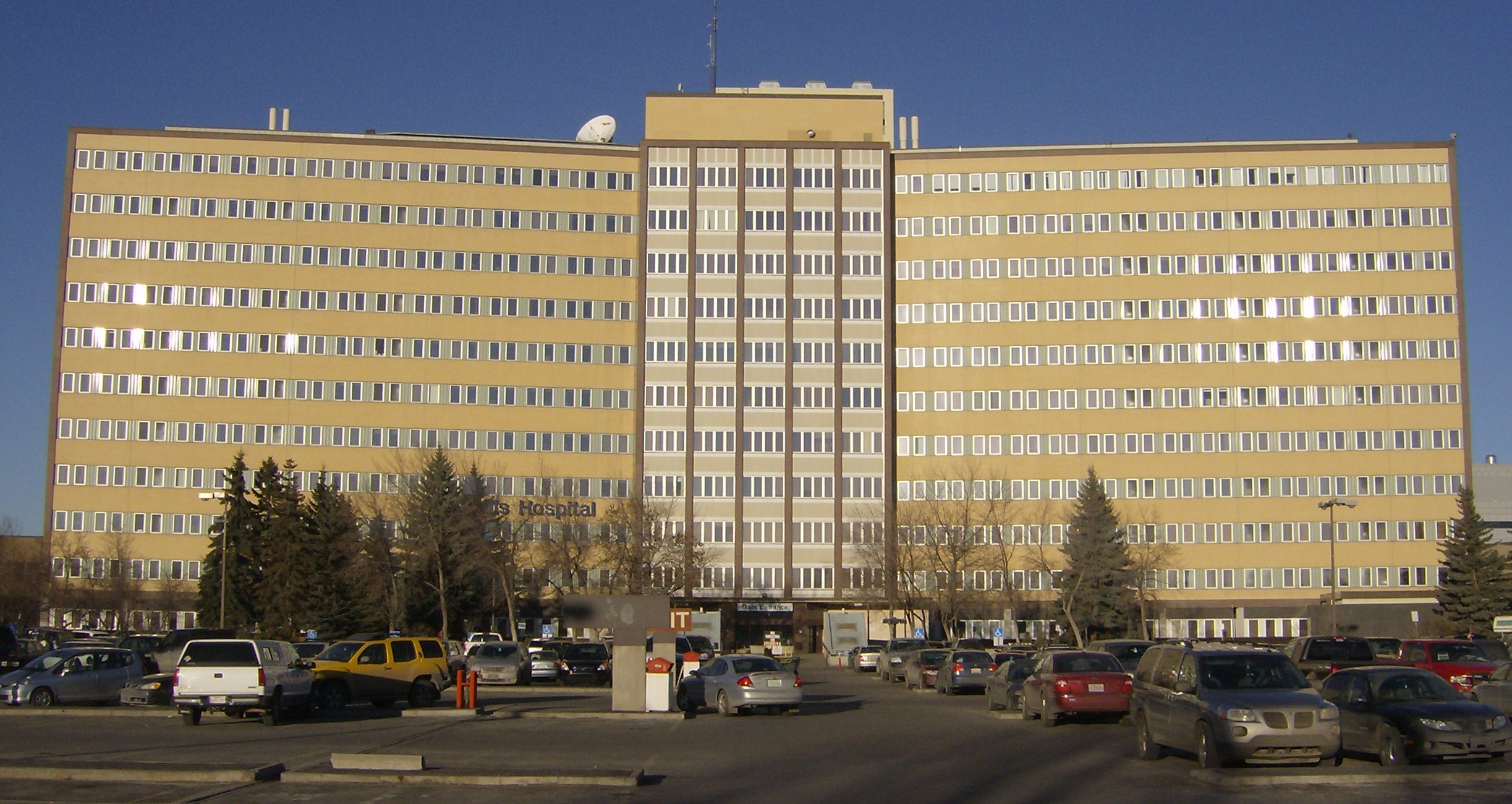
Медицинский центр Футхилс — крупнейшая больница в Альберте

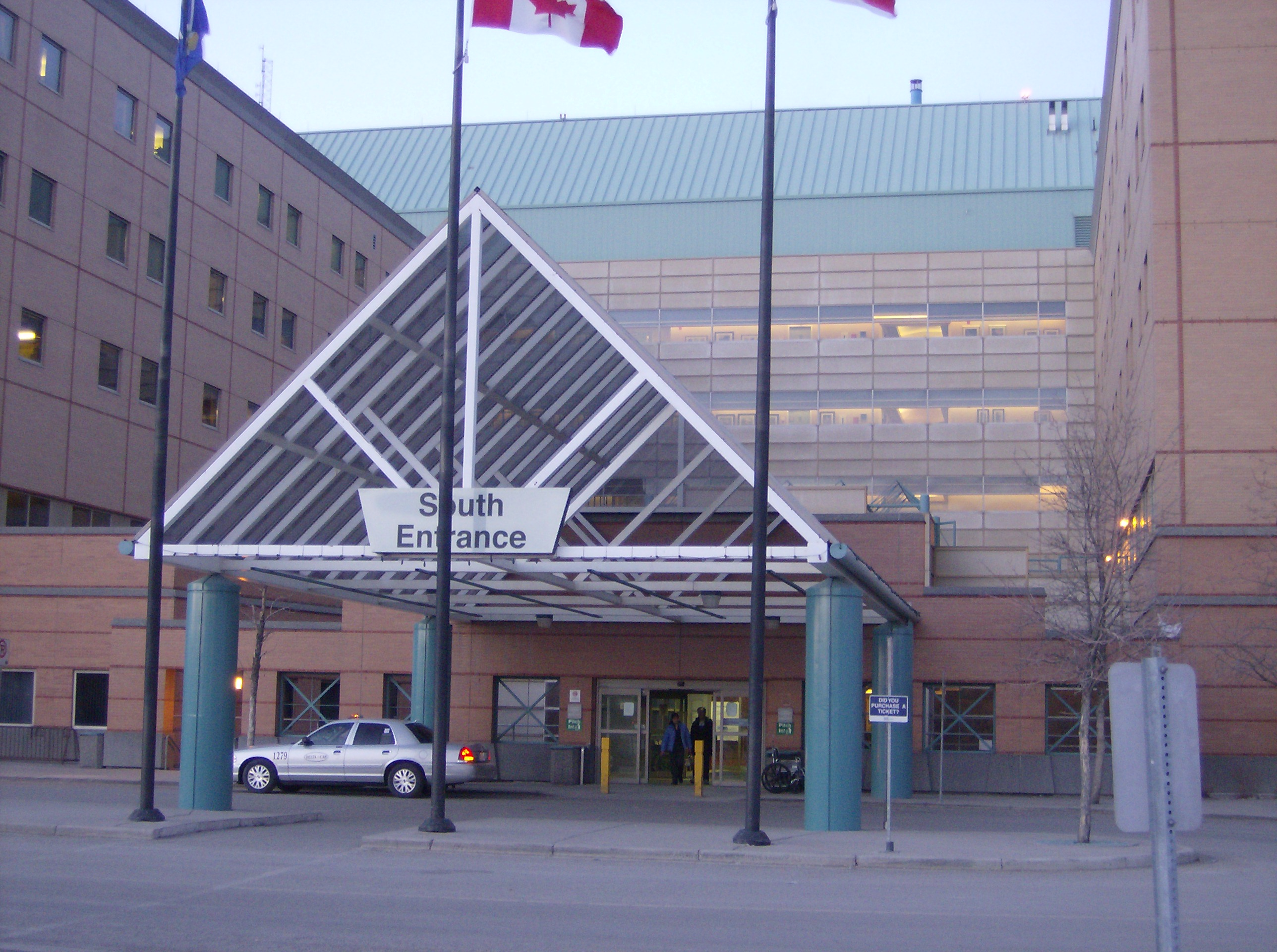
В середине 2008 было проведено расширение центра Питера Локхида

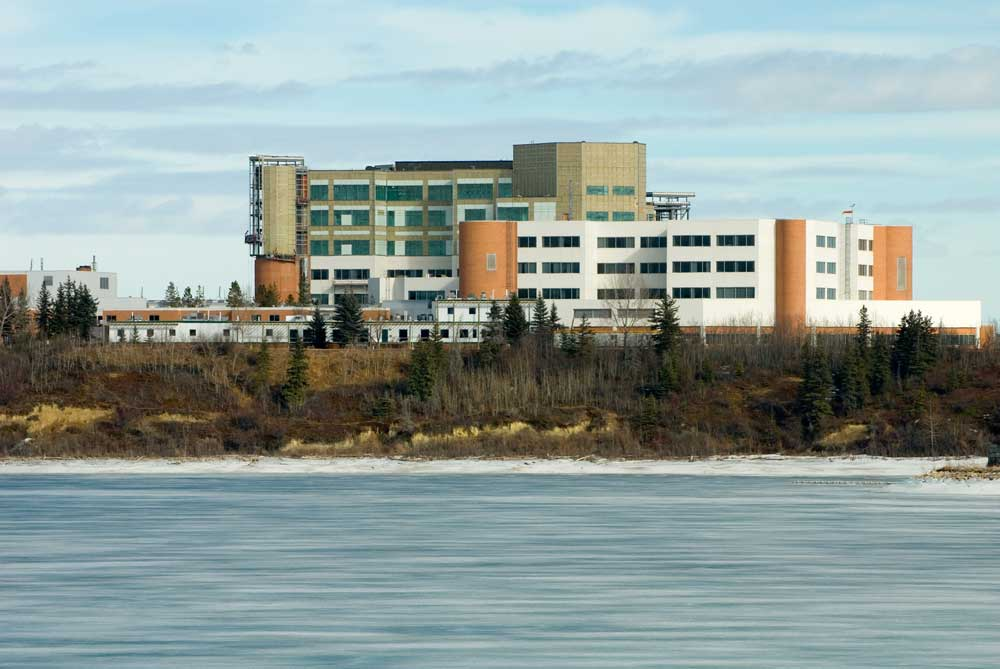
Больница Рокивью была расширена в 2004 и 2007 гг.

В настоящее время[когда?] в Калгари открыто три крупных больницы неотложной помощи для взрослых: медицинский центр Футхилс, больница Рокивью и центр Питера Локхида — и одна Альбертская детская больница неотложной помощи — все они находятся в ведении Калгарийского округа здравоохранения. В настоящее время в стадии проектирования находится проект четвёртой больницы для взрослых на юго-востоке города. Медицинские вертолёты находятся в ведении Shock Trauma Air Rescue Society. Другими медицинскими учреждениями в городе, предоставляющими разнообразные медицинские услуги, являются центр Шелдона М. Кьюмира, лечебно-диагностический центр Ричмонд-Роуд (ЛДЦРР), Альбертский институт сердечно-сосудистых заболеваний Либин, раковый центр Тома Бейкера, центр женского здоровья Грейс, дополнительные больницы Кэйруэст, Кенел-Белчер и Гленмор. Медицинская клиника Калгарийского университета в медицинском центре Футхилс также работает в сотрудничестве с Калгарийским округом здравоохранения. Четыре крупнейших калгарийских больницы имеют совокупную вместимость 1800 койко-мест, а работает там более 11 500 человек. В национальных опросах здравоохранение всегда фигурирует как важная политическая проблема как на федеральном, так и на провинциальном уровне.

## История врачебной помощи в Калгари
Закон о медицинских работниках был принят вскоре после того, как Альберта стала провинцией в 1905 году. В 1906 в Калгари был открыт Врачебно-хирургический колледж Альберты (ВХКА), осуществлявший лицензирование и обучение врачей, затем было создано Альбертское отделение Канадской медицинской ассоциации (в 1960-е переименованное в Альбертскую медицинскую ассоциацию) — образовательное учреждение, занимающееся стандартизацией услуг и взаимодействующее с ВХКА.
С 1910 лицензированием врачей стал заниматься только Университет Альберты (УА). Впоследствии начали оказываться услуги медицинских сестёр для профилактики и просвещения, так как врачей уже становилось недостаточно.
С 1920 ВХКА вновь стал заниматься лицензированием и обучением, а также профессиональными вопросами, в том числе сбором пошлин и представлением интересов врачей в отношениях с законодательством. АМА, в свою очередь, также стала отвечать за образование и связи с общественностью.
В 1931 ежегодные курсы повышения квалификации врачей в УА были финансированы АМА.
С 1940-х, благодаря государственной Медицинской службе (Альберта), более 90 % альбертцев получали бесплатную медицинскую помощь, пока в 1969 не начала оказываться федеральная обязательная бесплатная медицинская помощь.
В 1960-е АМА взяла на себя деятельность, связанную с платежами и взносами от имени пациентов по программе государственного страхования, а также стала курировать вопросы здравоохранения. В то время АМА была формально учреждена в соответствии с Законом об обществах Альберты.
В 1970-е, в связи с распространением в 1960-е запрещённых наркотиков была учреждена Альбертская комиссия по алкоголизму и токсикомании (АКАТ).
1 января 1975 АМА стала автономной добровольной организацией, финансово независимой от ВХКА.